# Les Vins Skalli
Les Vins Skalli est une société viticole et de négoce française implantée à Châteauneuf-du-Pape. Société familiale détenue exclusivement par la famille Skalli, elle fut pionnière dans les années 1980 des vins de cépages français. Aujourd’hui la société commercialise des vins du Languedoc, de la vallée du Rhône, de la Provence et de la Corse.

## Les années 1920
En 1920, Robert-Elie Skalli se lance dans la viticulture et sélectionne des  terres dans les régions d'Oran, Mascara et Aïn Témouchent pour y planter des cépages du Sud de la France : Carignan N, Cinsault, Grenache, Alicante... Puis dans les années 1950 son fils, Francis Skalli, reprend l'affaire familiale.

## Les terroirs méditerranéens
En 1961, la famille Skalli s’exporte en France. Tout d'abord Francis Skalli décide d’acquérir un terrain vierge sur de la côte orientale Corse : Terra Vecchia. Au même moment, dans le Languedoc, il crée les Établissements Skalli - consacrés alors exclusivement à la réception des vins arrivant d'Algérie - qui deviendront plus tard Les Chais du Sud.
En 1974, Robert Skalli, fils de Francis Skalli, prend la succession de l’entreprise familiale et va poursuivre sa mission avec la découverte des vins de cépage et en réaffirmant son implantation dans le Languedoc. 

## La révolution des vins de cépage
En 1982, la famille fait l'acquisition du domaine de Dollarhide Ranch au Nord-Est de la Napa Valley en Californie, qui donna naissance à la St. Supéry Winery. Le climat de la Napa Valley ressemble à s’y méprendre à celui méditerranéen : un très bon ensoleillement, des hivers doux et sec, un vent fort et une influence maritime. Mais surtout la même année, Robert Skalli décide de sillonner le Languedoc pour convaincre les viticulteurs de s'engager dans la voie des vins de cépages de qualité en osant planter de nouveaux cépages : chardonnay, sauvignon blanc, syrah, merlot, cabernet sauvignon. C'est le début d'une révolution dans le Languedoc.
Cinq ans plus tard, en 1987, sur l'initiative d'un groupe de professionnels entraîné par Robert Skalli et Jacques Gravegeal, la création de la dénomination « Vin de Pays d'Oc » aboutit enfin. Cette même année Robert Skalli en profite pour lancer les premiers vins de cépage français  sous la marque Fortant de France certifié Pays d’Oc . 
Aujourd’hui le Fortant est un produit ancré dans le paysage français et on le retrouve même au cinéma dans des films tels que Je l’aimais de Zabou Breitman et plus récemment dans Les Petits Mouchoirs de Guillaume Canet.

## L'expansion sur les terroirs méditerranéens
Pour le millénaire la famille Skalli acquiert le domaine du Silène au grès de Montpellier. Puis en 2001 elle acquiert Maison Bouachon (et les Caves Saint-Pierre) à Châteauneuf-du-Pape et enfin en 2006 elle s'implante en Provence en signant un partenariat avec Gilardi. Enfin en 2009, les vins Skalli sont récompensés à l’International Wine Challenge à Londres, et obtiennent le titre de Red Winemaker of the Year.

## Vente
Fin novembre 2011, le négociant bourguignon Boisset annonce le rachat des Vins Skalli, Robert Skalli cédant ses activités viticoles françaises, mais conservant celles en Californie.